# ТЕС Пагутан
21°46′48″ пн. ш. 72°58′44″ сх. д. / 21.78000° пн. ш. 72.97889° сх. д.
ТЕС Пагутан— індійська теплова електростанція у штаті Гуджарат.
В 1998 році на майданчику станці ввели в дію енергоблок потужністю 655 МВт, створений за технологією комбінованого парогазового циклу. У ньому газові турбіни потужністю по 138 МВт живлять через відповідну кількість котлів-утилізаторів одну парову турбіну з показником 241 МВт. 
В 2002/2003 фінансовому році на майданчик станції подали природний газ по перемичці від трубопроводу Бхедбут – Вадодара. На випадок перебов з поставками блакитного палива ТЕС може споживати нафтопродукти.
Для охолодження використовують воду із річки Нармада.
Видача продукці відбувається по ЛЕП, розрахованим на роботу під напругою 400 кВ та 220 кВ.